# Cyclocross-Weltmeisterschaften/Junioren
Das Einzelrennen der Junioren ist ein Wettbewerb bei den Cyclocross-Weltmeisterschaften. 
Die Titelkämpfe wurden erstmals 1979 ausgetragen, nachdem wenige Jahre zuvor Junioren-Weltmeisterschaften auf Straße und auf der Bahn eingeführt worden waren. 1979 fand das Juniorenrennen noch getrennt von den Elite-Meisterschaften statt, seit 1980 waren es jedes Jahr regulärer Bestandteil der WM, bis auf 2021, als es aufgrund der Corona-Pandemie entfiel.

## Palmarès
| Jahr | Austragungsort                      | Gold                                | Silber                              | Bronze                              |
| ---- | ----------------------------------- | ----------------------------------- | ----------------------------------- | ----------------------------------- |
| 1979 | Ordizia                             | Iñaki Vijandi                       | Bart Musschoot                      | Heinz Matschke                      |
| 1980 | Wetzikon                            | Radomír Šimůnek                     | Jokin Mújika                        | Bernard Woodtli                     |
| 1981 | Tolosa                              | Rigobert Matt                       | Miloslav Kvasnička                  | Konrad Morf                         |
| 1982 | Lanarvily                           | Beat Schumacher                     | Erwin Nijboer                       | Radovan Fořt                        |
| 1983 | Birmingham                          | Roman Kreuziger                     | Martin Hendriks                     | Peter Hric                          |
| 1984 | Oss                                 | Ondrej Glajza                       | Robert Dane                         | Richard Koberna                     |
| 1985 | München                             | Beat Wabel                          | Jürgen Sprich                       | Wim de Vos                          |
| 1986 | Lembeek                             | Stuart Marshall                     | Beat Brechbühl                      | Wim de Vos                          |
| 1987 | Mladá Boleslav                      | Marc Janssens                       | Ralph Berner                        | Tomáš Port                          |
| 1988 | Hägendorf                           | Thomas Frischknecht                 | Maik Müller                         | Daniel Rech                         |
| 1989 | Pontchâteau                         | Richard Groenendaal                 | Emmanuel Magnien                    | Christian Bertotti                  |
| 1990 | Getxo                               | Eric Boezewinkel                    | Jérôme Chiotti                      | Niels van der Steen                 |
| 1991 | Gieten                              | Ondřej Lukeš                        | Jiří Pospíšil                       | Dariusz Gil                         |
| 1992 | Leeds                               | Roger Hammond                       | Vojtěch Bachleda                    | Jan Faltýnek                        |
| 1993 | Corva                               | Kamil Ausbuher                      | Jaromír Friede                      | Miguel Martinez                     |
| 1994 | Koksijde                            | Gretienus Gommers                   | Kamil Ausbuher                      | Ben Berden                          |
| 1995 | Eschenbach                          | Zdeněk Mlynář                       | Guillaume Benoist                   | Stefan Bünter                       |
| 1996 | Montreuil                           | Roman Peter                         | Gaizka Lejarreta Martin             | Grégory Lapalud                     |
| 1997 | München                             | David Rusch                         | Stefano Toffoletti                  | Steffen Weigold                     |
| 1998 | Middelfart                          | Michael Baumgartner                 | Stefano Toffoletti                  | Davy Commeyne                       |
| 1999 | Poprad                              | Matthew Kelly                       | Sven Vanthourenhout                 | Thijs Verhagen                      |
| 2000 | Sint-Michielsgestel                 | Bart Aernouts                       | Walker Ferguson                     | David Kášek                         |
| 2001 | Tábor                               | Martin Bína                         | Radomír Šimůnek                     | Jan Kunta                           |
| 2002 | Zolder                              | Kevin Pauwels                       | Krysztof Kuźniak                    | Zdeněk Štybar                       |
| 2003 | Monopoli                            | Lars Boom                           | Eddy van IJzendoorn                 | Zdeněk Štybar                       |
| 2004 | Pontchâteau                         | Niels Albert                        | Roman Kreuziger                     | Clément Lhotellerie                 |
| 2005 | St. Wendel                          | Davide Malacarne                    | Julien Taramarcaz                   | Christoph Pfingsten                 |
| 2006 | Zeddam                              | Boy van Poppel                      | Róbert Gavenda                      | Tom Meeusen                         |
| 2007 | Hooglede                            | Joeri Adams                         | Daniel Summerhill                   | Jiří Polnický                       |
| 2008 | Treviso                             | Arnaud Jouffroy                     | Peter Sagan                         | Lubomír Petruš                      |
| 2009 | Hoogerheide                         | Tijmen Eising                       | Corné van Kessel                    | Alexandre Billon                    |
| 2010 | Tábor                               | Tomáš Paprstka                      | Julian Alaphilippe                  | Emiel Dolfsma                       |
| 2011 | St. Wendel                          | Clément Venturini                   | Fabien Doubey                       | Loïc Doubey                         |
| 2012 | Koksijde                            | Mathieu van der Poel                | Wout van Aert                       | Quentin Jauregui                    |
| 2013 | Louisville                          | Mathieu van der Poel                | Martijn Budding                     | Adam Ťoupalík                       |
| 2014 | Hoogerheide                         | Thijs Aerts                         | Yannick Peeters                     | Jelle Schuermans                    |
| 2015 | Tábor                               | Simon Andreassen                    | Eli Iserbyt                         | Max Gulickx                         |
| 2016 | Zolder                              | Jens Dekker                         | Mickaël Crispin                     | Thomas Bonnet                       |
| 2017 | Bieles                              | Thomas Pidcock                      | Dan Tulett                          | Ben Turner                          |
| 2018 | Valkenburg                          | Ben Tulett                          | Tomáš Kopecký                       | Ryan Kamp                           |
| 2019 | Bogense                             | Ben Tulett                          | Witse Meeussen                      | Ryan Cortjens                       |
| 2020 | Dübendorf                           | Thibau Nys                          | Lennert Belmans                     | Emiel Verstrynge                    |
| 2021 | nicht ausgetragen (Corona-Pandemie) | nicht ausgetragen (Corona-Pandemie) | nicht ausgetragen (Corona-Pandemie) | nicht ausgetragen (Corona-Pandemie) |
| 2022 | Fayetteville                        | Jan Christen                        | Aaron Dockx                         | Nathan Smith                        |
| 2023 | Hoogerheide                         | Léo Bisiaux                         | Senna Remijn                        | Yordi Corsus                        |
| 2024 | Tábor                               | Stefano Viezzi                      | Keije Solen                         | Kryštof Bažant                      |
| 2025 | Liévin                              | Mattia Agostinacchio                | Soren Bruyère-Joumard               | Filippo Grigolini                   |

## Medaillenspiegel
| Platz  | Land               | Gold | Silber | Bronze | Gesamt |
| ------ | ------------------ | ---- | ------ | ------ | ------ |
| 1      | Niederlande        | 9    | 7      | 7      | 23     |
| 2      | Belgien            | 7    | 8      | 7      | 22     |
| 3      | Schweiz            | 7    | 2      | 3      | 12     |
| 4      | Großbritannien     | 5    | 2      | 2      | 9      |
| 5      | Tschechien         | 4    | 5      | 8      | 17     |
| 6      | Tschechoslowakei   | 4    | 3      | 6      | 13     |
| 7      | Frankreich         | 3    | 7      | 7      | 17     |
| 8      | Italien            | 3    | 2      | 2      | 7      |
| 9      | Deutschland        | 1    | 3      | 3      | 7      |
| 10     | Spanien            | 1    | 2      | 0      | 3      |
| 10     | Vereinigte Staaten | 1    | 2      | 0      | 3      |
| 12     | Dänemark           | 1    | 0      | 0      | 1      |
| 13     | Slowakei           | 0    | 2      | 0      | 2      |
| 14     | Polen              | 0    | 1      | 1      | 2      |
| Gesamt | Gesamt             | 46   | 46     | 46     | 138    |